# Ангрист, Джошуа Дэвид
Джошуа Дэвид Ангрист (англ. Joshua David Angrist; род. 18 сентября 1960, Колумбус, штат Огайо, США) — американский и израильский экономист, профессор экономики кафедры имени Форда Массачусетского технологического института, лауреат Нобелевской премии по экономике 2021 года. Входит в число ведущих экономистов мира в области экономики труда, экономики города, экономики образования и эконометрики.  

## Биография
Родился 18 сентября 1960 года в Колумбусе, вырос в Питтсбурге в семье преподавателей Университета Карнеги — Меллона Стэнли Ангриста (род. 1933) и Сары Ширли Ангрист (урождённой Блумстоун, род. 1933). Семья придерживалась реконструктивистского иудаизма. Отец — автор ряда монографий и научных трудов в области инженерной термодинамики; мать была социологом, её родители, уроженцы Российской империи (Ерагола и Кейданы), эмигрировали в Монреаль из Литвы в 1927 году.
Не доучившись в последнем классе, Джошуа Ангрист бросил среднюю школу, позже сдал необходимые для школьного аттестата предметы экстерном и лишь через год продолжил обучение в колледже. В 1982 году получил степень бакалавра с отличием по экономике в Оберлинском колледже и поступил на экономическое отделение Еврейского университета в Иерусалиме, но вскоре вновь бросил учёбу, женился, получил израильское гражданство и был призван на срочную воинскую службу в Армию обороны Израиля. В 1982—1985 годах, во время Ливанской войны, служил в десантных войсках в Ливане.
В 1987 году получил магистерскую степень по экономике и в 1989 году был удостоен докторской степени по экономике в Принстонском университете.
Преподавательскую деятельность начал в 1989—1991 годах в должности ассистента профессора Гарвардского университета. В 1991—1995 годах был старшим преподавателем по экономике в Еврейском университете в Иерусалиме (в 1995 году назначен ассоциированным профессором). Был приглашённым ассоциированным профессором в Массачусетском технологическом институте в 1994—1995 годах, затем стал ассоциированным профессором в 1996—1998 годах, а в 1998—2008 годах занимал должность полного профессора по экономике, и с 2008 года стал профессором экономики кафедры имени Форда в Массачусетском технологическом институте. С 2011 года также является содиректором Школы эффективности и снижения неравенства при экономическом факультете Массачусетского технологического института.
Был членом научного консультационного комитета Бюро переписи населения США в 2011—2012 годах, консультантом Фонда Альфреда Слоуна в 2012 году, сотрудником Всемирного банка в 2006 году. Был соредактором Journal of Labor Economics в 2002—2006 годах, членом редколлегии American Economic Review в 2001—2003 годах, членом редколлегии Econometrica в 1994—1997 годах, помощником редактора Economics Letters, помощником редактора Journal of Business & Economic Statistics в 1992—2001 годах, был научным сотрудником Института экономики труда в 2000 году
.
Является научным сотрудником Национального бюро экономических исследований с 1994 года, членом совета директоров Института Фалка при Еврейском университете в Иерусалиме с 2002 года, членом редколлегии в American Economic Journal с 2007 года, помощником редактора Labour Economics с 2006 года, членом почётного общества Фи Бета Каппа, членом Эконометрического общества с 1998 года, членом Общества экономики труда с 2006 года, членом Американской академии искусств и наук с 2006 года.

## Семья
- Жена — Мира Ангрист (род. 1960), директор программы иврита в Бостонском университете (Еврейский колледж)[10][11].
  - Сын — Ноам Ангрист (род. 1982), экономист[12].

## Награды
- 1988 — грант от Национального научного фонда.
- 1988 — стипендия от фонда Альфреда Слоуна для написания докторской диссертации,
- 1989 — премия от The Review of Economic Studies[англ.],
- 1990 — двухлетний грант от Национального научного фонда,
- 1992 — двухлетний грант от Национального научного фонда,
- 1992 — грант от Института исследований бедности при Висконсинском университете в Мадисоне,
- 1992 — грант от фонда Форда для изучения трудового рынка Палестины,
- 1997 — грант от Американо-израильского межнационального научного фонда[англ.],
- 1999 — поощрительная премия Грилихеса от Quarterly Journal of Economics,
- 2000 — двухлетний грант от Национального института здравоохранения США как ключевой исследователь,
- 2003 — грант от NBER на изучение некоммерческого сектора,
- 2004 — премия Леди Дэвис[англ.] от Еврейского университета в Иерусалиме,
- 2004 — трёхлетний грант от Национального института здравоохранения США на изучение аттестации в высшей школе,
- 2005 — двухлетний грант от Национального научного фонда,
- 2006 — пятилетний грант от Национального научного фонда на изучение данных переписи,
- 2007 — почётный доктор университета Санкт-Галлена,
- 2008 — награда за преподавание в магистратуре на кафедре экономики МТИ[англ.],
- 2008 — двухлетний грант от фонда Спенсера[англ.] на изучение преимуществ дополнительных школьных стипендий,
- 2009 — контракт с Массачусетским Департаментом начального и среднего образования[англ.] на изучение уставов школ,
- 2011 — награда за преподавание на кафедре экономики МТИ[англ.],
- 2011 — премия Джона Фон Неймана[англ.] от колледжа перспективных исследований имени Ласло Райка[англ.],
- 2012 — трёхлетний грант от Институт педагогических наук[англ.],
- 2013 — грант от Венчурного фонда новых школ,
- 2013 — Thomson Reuters Citation Laureates,
- 2014 — трёхлетний грант от Национального научного фонда на изучение данных переписи,
- 2015 — трёхлетний грант от фонда Спенсера[англ.],
- 2021 — Премия по экономике памяти Альфреда Нобеля 2021 года за «методологический вклад в анализ причинно-следственных связей».